# Péter Lékó
Péter Lékó (Subotica, 8. rujna 1979.), mađarski šahist, rođen u Vojvodini, Republika Srbija.
Godine 1994. postaje najmlađi velemajstor u povijesti šaha. 2002. godine osvaja turnir u Dortmundu te tako dobiva priliku izazvati aktualnog svjetskog prvaka Vladimira Kramnika. Meč je odigran 2004. godine. Prije četrnaeste i posljednje partije Leko je imao bod prednosti. Kramnik je pobijedio, a neodlučan ishod bio je dovoljan da zadrži titulu prvaka. Tako Peter Leko ipak nije uspio postati prvi Mađar s titulom svjetskog prvaka u šahu.